# Marcello Tommasi
Pour les articles homonymes, voir Tommasi.
Marcello Tommasi (né le 29 janvier 1928 à Pietrasanta, dans la province de Lucques en Toscane et mort le 27 septembre 2008 à Camaiore) est un sculpteur et peintre italien actif principalement à Paris, Florence et dans sa ville natale. Il est considéré comme « l'héritier symbolique du néo-platonisme du quattrocento. »

## Biographie
Marcello Tommasi est né dans une famille d'artistes, il est le fils de Leone Tommasi et le frère du peintre Riccardo Tommasi Ferroni. Il a fait des études d'Arts à l'université de Florence, et une thèse d'histoire de l'Art en 1966 sur Pietro Tacca.

## Œuvres
- 1968 : Carolina, square Gabriel-Pierné, Paris 6e ;
- 1983 : Fontaine de la Liberté, place Léon-Blum, Paris 11e, avec l'architecte Fonquernie. Elle représentait Vercingétorix, Jeanne d'Arc, une Marseillaise et saint Georges[2]. Elle a été déposée lors du réaménagent de la place entre juin 2006 et avril 2007 ;
- 1984 : Médaille de Jean Paul II pour sa visite au Canada en 1984[3]
- Ilaria, à l'entrée de l'hôtel de ville de Charenton-le-Pont ;
- Bronze en pied d'une femme sur la sépulture Maggiori dans la 61ème Division du cimetière du Père Lachaise (Paris) - signé Marcello Tammasi Firenze
- portes en bronze de l'église Santa Maria Maddalena dei Pazzi, Florence.